# Marián Kelemen
Marián Kelemen (Michalovce, 7 de desembre de 1979) és un futbolista eslovac, que ocupa la posició de porter.
Ha militat a l'Slovan Bratislava eslovac, d'on va passar al Bursaspor turc. Abans de recalar al FK Ventspils letó va passar una segona etapa a l'Slovan. Posteriorment milita en diversos equips de la lliga espanyola, amb una estada a Grècia. El 2010 fitxa pel Slask Wroclaw.
Ha estat internacional amb Eslovàquia en una ocasió.